# SM-64 (ミサイル)

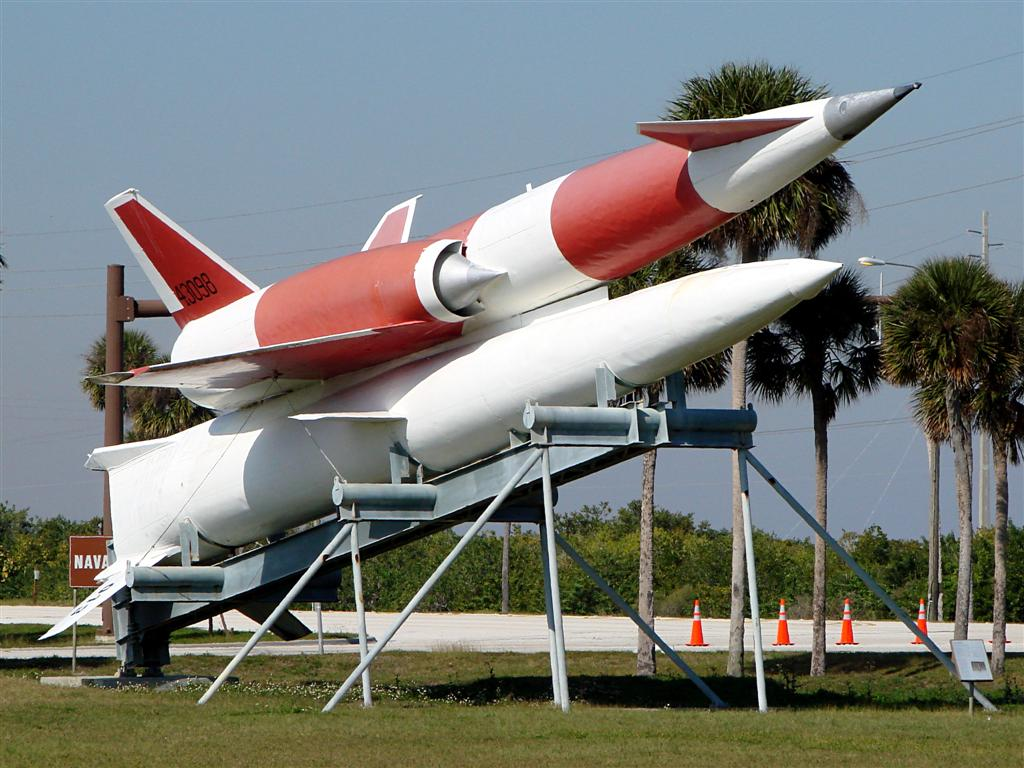
SM-64 ナバホ

SM-64  ナバホ(SM-64 Navaho)は、アメリカ合衆国で開発していた長距離地対地ミサイル。超音速飛行が可能な大陸間巡航ミサイルであり、ノースアメリカンが開発を行なっていた。長距離弾道ミサイルの実用化見通しにより、1958年に開発が中止された。

## 概要
大陸間攻撃兵器としての高速長距離巡航ミサイルの開発は第二次世界大戦終結後の1946年から開始されている。MX-770計画と呼称されたミサイル開発計画は、ドイツの固定翼がついて射程が延長されたV2ロケット（A4b）を意識し、核弾頭搭載で射程800kmのミサイルというものであった。技術進展に伴い1948年にはXSSM-A-2として射程1,600kmの設計が組みあがってきた。XSSM-A-2はカナードと小規模なデルタ翼を有する機体である。アメリカ空軍は、より高性能のミサイルを求め、射程1,600kmのミサイルをフェーズ1、射程4,800kmをフェーズ2、射程8,900kmをフェーズ3として段階的に長距離ミサイルを開発することを求めた。1949年中にフェーズ1の開発はキャンセルされ、改めて1950年にWS-104Aとして長距離型が開発されることとなった。試験機としてX-10も本格開発も進められることとなった。
X-10は無人ジェット機であり、ナバホの空力特性や長距離誘導・航法などを研究する役割を負っていた。1953年からエドワーズ空軍基地で飛行試験が開始されている。フェーズ2の機体はXSSM-A-4,ナバホII(G-26)の名称で、フェーズ3の機体はXSSM-A-6,ナバホIII(G-38)の名称で開発が進められた。1951年にはそれぞれXB-64およびXB-64Aに名称が整理されている。1956年にはさらにSM-64およびSM-64Aに変更された。SM-64はXSSM-A-2と異なり、主エンジンがロケットエンジンからラムジェットエンジンになり、射程の延伸が図られている。カナードと双垂直尾翼があり、小規模なデルタ翼の主翼を低翼配置で有している。SM-64は大型液体ロケットブースター1基を装着し、発射台より垂直発射される。1956年11月からケープカナベラル空軍基地で発射試験が開始された。
SM-64Aは、SM-64を大型化した機体でカナードに菱形の主翼を有する。ラムジェットエンジン2基を搭載し、大型液体ロケットブースター1基を装着する。1952年から本格開発が開始されている。
SM-64の開発は進められていたものの、同時に開発されていたアトラス大陸間弾道ミサイルの実用化の見込みが出てきた。弾道ミサイルのほうが速度が速いため、飛行時間が短く被撃墜可能性も低い。このため、SM-64の開発が見直され、開発予算が縮小し、SM-64Aの完成が伸びることとなった。1957年2月にはSM-64Aの設計が完了したものの作業が進展せず、1957年7月13日にX-10も含め、開発中止が決定した。一部の残試験が継続されたものの、1961年には完全に計画終了となった。

## 要目
SM-64（本体）
- 全長：20.65m
- 全幅：8.71m
- 全高：2.90m
- 重量：27.2t
- エンジン：ライトXRJ-47-W-5ラムジェットエンジン（36kN）2基
- 最大速度：M2.5
- 射程：約5,600km
- 弾頭：非搭載

SM-64（ブースター）
- 全長：23.24m
- 胴体直径：1.76m
- 総重量：42.4t
- エンジン：XLR83-NA-1ロケットエンジン（燃料 液体酸素・ケロシン）推力600kN 2基

SM-64A（本体）
- 全長：26.7m
- 全幅：13.0m
- 重量：54.6t
- エンジン：ライトXRJ-47-W-7ラムジェットエンジン（50kN）2基
- 最大速度：M3以上
- 射程：約10,000km
- 弾頭：W39核弾頭

SM-64A（ブースター）
- 全長：27.4m
- 胴体直径：2.37m
- 総重量：76.9t
- エンジン：XLR83-NA-1ロケットエンジン（燃料 液体酸素・ケロシン）推力600kN 3基